# The Siege of Sidney Street
The Siege of Sidney Street es una película histórica y dramática dirigida por Robert S. Baker y Monty Berman. La protagonizaron Donald Sinden, Nicole Berger y Kieron Moore.
El filme narra los hechos acontecidos durante el sitio de Sidney Street, en el que la policía tuvo que asediar una casa del East End londinense en la que se atrincheraba una banda de letones.
Se filmó en los estudios Ardmore de Irlanda. La ciudad de Dublín se ambientó para hacerse pasar por el este de Londres de los años de preguerra.

## Elenco
- Donald Sinden como Mannering.
- Nicole Berger como Sara.
- Kieron Moore como Toska.
- Peter Wyngarde como Peter.
- Godfrey Quigley como Blakey.
- Tutte Lemkow como Dmitrieff.
- Bart Bastable como el sargento Tucker.
- George Pastell como Brodsky.
- Angela Newman como Nina.
- T. P. McKenna como Lapidos.
- Maurice Good como Gardstein.
- James Caffrey como Hefeld.
- Harold Goldblatt como Hersh.
- Christopher Casson como comisario de policía.
- Harry Brogan como  Old Harry.
- Alan Simpson como inspector de policía.
- Jimmy Sangster como Winston Churchill.